# Sphex tomentosus
Sphex tomentosus är en biart som beskrevs av Johan Christian Fabricius 1787.
Sphex tomentosus ingår i släktet Sphex och familjen grävsteklar. Inga underarter finns listade i Catalogue of Life.